# Sigma Puppis
Désignations
Sigma Puppis (σ Pup / σ Puppis) est un système d'étoiles triple de la constellation de la Poupe. Sa magnitude apparente est de +3,3. Elle est à environ 184 années-lumière de la Terre et sa vitesse radiale positive indique que le système s'éloigne du système solaire.

## Observation
Elle est située dans l'hémisphère céleste Sud et forme l'un des sommets d'un triangle qui comprend également Naos et π Puppis. Sa situation modérément australe fait que l'étoile est bien visible de l'hémisphère sud, où elle monte haut dans le ciel dans les zones tempérées, alors que dans l'hémisphère nord son observation est pénalisée hors des régions tropicales. Étant de magnitude 3,2, elle peut être observée dans les petites villes sans difficulté, même si un ciel de meilleure qualité est plus adapté à sa détection.
Le meilleur moment pour son observation dans le ciel le soir tombe entre décembre et en mai dans l'hémisphère sud et elle est visible même au début de l'hiver, grâce à la déclinaison australe de l'étoile, tandis que dans l'hémisphère nord elle ne peut être observée que lors des mois d'hiver.

## Caractéristiques physiques
Sigma Puppis est un système d'étoiles triple. Sigma Puppis A est une binaire spectroscopique avec une orbite d'une période de 258 jours environ et une excentricité de 0,17. Son étoile primaire est une géante orange de type spectral K5III, tandis que son compagnon est une étoile blanche de la séquence principale de type A2:V Sigma Puppis A est une étoile qui présente une double variabilité de types irrégulière à longue période et ellipsoïdale. Sa magnitude apparente évolue ainsi entre 3,23 et 3,27.
la troisième étoile du système, désignée Simga Puppis B, est une naine jaune de type spectral G5V de neuvième magnitude. Elle est située à 22,3 secondes d'arc de Sigma Puppis A.